# フロリダパンサー
フロリダパンサー、もしくはフロリダピューマは食肉目ネコ科の哺乳類であるピューマの亜種。フロリダ州に生息する絶滅危惧種のひとつで、フロリダ半島の先端にあるエバーグレーズ国立公園およびビッグサイプレス国立保護区にて厳重な個体管理がなされている。個体数は1970年代に20頭前後まで激減したが、2017年の調査では230頭にまで回復している。パンサー（豹）という名前が付いているが、ヒョウではない。
なお、シンボリクリスエスを父に持つ日本の競走馬のフロリダパンサーとは無関係である。

## 概要
かつてはテキサス州東部、ルイジアナ州西部からアーカンソー州、ミシシッピ州、アラバマ州、ジョージア州、サウスカロライナ州、フロリダ半島全域にかけて広く分布していたが、西部開拓時代に入り、家畜を襲う害獣として駆除され、19世紀後半には東部の州からはほとんど姿を消し、1920年代にはフロリダ半島を除き、その生息は確認できなくなった。
1958年にようやく害獣リストから外され、法的な保護措置が取られ始めるようになったが、1967年には連邦魚類野生生物局の絶滅危機動物に指定された。

## 生態
ピューマは北アメリカ最大のネコ科の動物で、体長1 - 2メートル、体重100キログラムという大きさであるが、フロリダパンサーは体長2メートル、体重55キログラムというかなりの小型である。これは他の地域のピューマから隔絶された地域に生息していたことから、交雑が発生せず、長い年月をかけて独特の性質を持ったためと考えられている。

## 個体管理
1973年に再発見されたことが契機となって、1981年、フロリダ野生生物委員会はフロリダパンサーの本格的な生態調査と行動管理を始めた。発見したフロリダパンサーにラジオテレメトリーを取り付け、無線によって他のパンサーとの接触や獲物の種類、出産や死亡などをつぶさに調査を行った。
また、1月から3月にかけては毎年捕獲調査を実施し、毛や皮膚、血液、精液から排泄物に至るまでの詳細な生物データを採取し、健康状態や遺伝子レベルでの研究を行っている。
研究が進むにつれ、フロリダパンサーの生後6か月以内の死亡率が50%を越えていること、雄の精子の95%が奇形であること、カウリック（本来現れるはずのない場所に毛が生えるなどの毛根異常）、キンクテイル（尻尾の先端が90度あるいはそれ以上曲がる奇形）、心臓や内臓の先天的疾患、貧血、ウイルスやバクテリアなどによる伝染性感染症の感染、潜伏睾丸（睾丸が1つしかなく、生殖能力に重大な影響を与える病気）など、あらゆる異常がほぼすべてのフロリダパンサーから検出されるという事実が判明する。

## 個体異常の原因
これらの症状は押しなべて近親交配が原因であると考えられている。なぜ、このような状況になったかについては諸説あるが、最も有力なものはフロリダの開発に伴う生息域の分断であるとされている。
フロリダパンサーは、正常な生態を維持するためには、約780平方キロメートルという広大な面積が必要となる。しかしフロリダ半島は1960年代以降、広大な湿原が農業用地へと姿をかえて行き、フロリダパンサーの住処を奪っていった。特に1967年に開通したマイアミからネイプルズに向かってビッグサイプレス国立保護区を通る高速道路（アリゲーター・アレイ）はフロリダパンサー最大の生息域を完全に分断する結果となった。こうして、フロリダパンサーはお互いに交流の無い数頭のグループに分断されてしまい、近親交配が起こったと考えられている。